# Спишска-Бела
Спи́шска-Бе́ла (словац. Spišská Belá, нем. Zipser Bela, венг. Szepesbéla) — город в восточной Словакии, расположенный между Бельянскими Татрами, Спишска-Магурой и Левочске-Врхами на реке Попрад. Население — около 6,7 тысяч человек.

## История
Спишска-Бела впервые упоминается в 1263 году. В середине XIII века сюда селятся немецкие колонисты. В средние века была важным торгово-ремесленным городом Спиша. В 1772 году в Спишска-Бела было 250 ремесленников. В 1871 году через город прошла железная дорога.

## Население
| Год:                | 1994 | 2004    | 2014    | 2024    |
| ------------------- | ---- | ------- | ------- | ------- |
| Количество человек: | 5798 | 6175    | 6568    | 6660    |
| Разница:            |      | +6,50 % | +6,36 % | +1,40 % |

## Достопримечательности
- Костёл св. Антона
- Ратуша
- Барочные и ренессансные дома